# Lluís Marsans
Lluís Marsans i Julià, ou Luis Marsans, né à Barcelone le 31 décembre 1930 et mort dans cette même ville le 16 janvier 2015, est un peintre catalan connu pour son travail autour de l'écrivain Marcel Proust et de son chef-d'œuvre À la recherche du temps perdu, ainsi que pour l'illustration des poèmes d'Edgar Allan Poe.

## Biographie
En raison de la guerre d'Espagne, qui éclate en 1936, le petit Lluís passe son enfance à Paris.
Il ne peut revenir à Barcelone qu'après la guerre, et débute sa jeunesse par le voyage. Il part au Mexique en 1947, ainsi qu'aux États-Unis. À New York, il rencontre Salvador Dalí par l'intermédiaire d'un ami commun, le sculpteur catalan Ismael Smith Marí. Il fait alors la découverte de l'art contemporain et décide de se consacrer à la peinture.
De retour à Barcelone, il étudie à l'atelier de Ramon Rogent i Perés. Le peintre Joan Ponç l'introduit dans le cercle des artistes du groupe Dau al Set.
Marsans s'intéresse aussi au Bauhaus : il se rend à Aix-en-Provence pour rencontrer son fondateur, Walter Gropius. Durant ce séjour en Provence, il visite une exposition de Cézanne : c'est un tournant pour lui, et il oriente son travail différemment.
Au début des années 1950, il abandonne l'atelier de Rogent et travaille en solitaire. Entre 1955 et 1960, il illustre des textes d'Edgar Allan Poe et collabore avec Josep Antoni Coderch.
Une rencontre avec Marcel Duchamp à Cadaqués provoque chez Marsans la volonté de découvrir un nouveau langage plastique. Au début des années 1960, il intègre la figuration et l'art abstrait dans sa peinture. La "Suite Pacioli" est le reflet de ces expériences. Ces œuvres de petit format mettent en évidence son attrait pour les mathématiques. Il rencontre également le peintre Ramón Gaya pendant cette période.
Entre 1966 et 1972, après des décennies d'expérimentation et de recherches picturales, il choisit un thème de travail : À la recherche du temps perdu de Marcel Proust. Parallèlement, il travaille sur la représentation des visages humains, commence les dessins de fleurs et perfectionne les encres des personnages issus de l'oeuvre de Proust.
En 1972, Marsans présente pour la première fois son œuvre proustienne au public, à la galerie Trece de Barcelone.
À partir de 1973, il abandonne l'abstraction et revient à la figuration. Il commence à peindre des paysages et présente la "Suite anonyme" en 1978.
En 1980, il rejoint la galerie Jacod de Paris qui présente les gravures de Proust. À partir de cette date, il expose régulièrement à la galerie Claude Bernard de Paris.
Il meurt le 16 janvier 2015 dans sa ville natale. Il est enterré au cimetière du Poblenou.

## Expositions
- 1972 : Galería Trece, Barcelone, Les illustrations de Proust.
- 1978 : Galería Trece, Barcelone, Suite Anonyme.
- 1980 : Galerie Jacob, Paris.
- 1982 : Maison de Balzac, Paris, Les illustrations de Proust[7].
- 1984 : Galerie Claude Bernard, Paris.
- 1985 : Hirshhorn Museum and Sculpture Garden, Washington.
- 1986 : Claude Bernard Gallery, New York.
- 1988 : Fiac 88, Grand Palais, Paris.
- 1988 : Galerie Claude Bernard, Paris.
- 1989 : Centre d'Expositions et de Congrès, Saragosse.
- 1989 : Arco, Madrid.
- 1995 : Exposition monographique Del Concepte a la representació, Palau de la Virreina, Barcelone.
- 1997 : Galeria Leandro Navarro, Madrid.
- 1997 : Sala d'art Arthur Ramon, Barcelone.
- 1999 : Galerie Claude Bernard, Paris.

## Crédit d'auteurs
- (ca) Cet article est partiellement ou en totalité issu de l’article de Wikipédia en catalan intitulé « Lluís Marsans i Julià » (voir la liste des auteurs).